# Antoine-Doinel-Zyklus
Der Antoine-Doinel-Zyklus ist eine Reihe von vier Spielfilmen und einem Kurzfilm über das Leben der fiktiven Figur Antoine Doinel, die der Filmemacher und vormalige Filmkritiker François Truffaut zwischen 1958 und 1978 drehte: das Jugenddrama Sie küssten und sie schlugen ihn (1958), die Episode Antoine und Colette im Omnibusfilm Liebe mit zwanzig (1962), die Liebeskomödie Geraubte Küsse (1968), die Ehekomödie Tisch und Bett (1970) und das Filmpuzzle Liebe auf der Flucht (1978).

François Truffaut und seine Hauptdarstellerin Claude Jade bei der Vorpremiere zu ihrem dritten gemeinsamen Film im Doinel-Zyklus, „Liebe auf der Flucht“, 1979

Die von Jean-Pierre Léaud verkörperte Figur des Antoine Doinel weist eindeutige autobiografische Züge des Regisseurs auf. Doinel ist Truffauts Alter Ego auf der Leinwand. In drei von vier Spielfilmen ist Claude Jade, nach ihrem Debüt 1968 Truffauts Verlobte, als Antoines Geliebte und Ehefrau Christine Darbon-Doinel Léauds „bessere Hälfte“. War das Debüt noch ein Drama mit komischen Elementen, überwiegt bei den folgenden Spielfilmen die leichte Erzählweise. Während die ersten beiden Teile in Schwarzweiß gedreht wurden, sind die letzten drei Filme in Farbe.
Seit dem zweiten Spielfilm Geraubte Küsse eine Chronik des Paares Antoine und Christine, erleben Truffauts Schauspieler Jean-Pierre Léaud und Claude Jade das Eheleben in Tisch und Bett. Im letzten Film des Zyklus, Liebe auf der Flucht, lassen sich Antoine und Christine scheiden, bleiben aber Freunde; im selben Film treffen sowohl Antoine als auch Christine auf die Figur Colette, eine junge Frau, die im Liebe mit zwanzig-Kurzfilm Antoines platonische Freundin war.
Es entspricht der gesamten Filmographie Truffauts seit seinem zweiten Film, dass bei ihm immer die Frauen die starken Charaktere sind, so auch in der Antoine-Christine-Saga. Die beiden Figuren Antoine und Christine gleichen sich in ihrer Naivität; während Christine mit der Zeit reifer wird, bleibt Antoine auch im Erwachsenenalter kindisch. Zartheit mit Neigung zur Exzentrik und Poesie zeichnen seinen Antoine aus, der zu einer Symbiose aus Truffaut, Doinel und Léaud selbst wird. Und schließlich auch die von Christine und Claude Jade, denn Truffaut verliebte sich während der Dreharbeiten und beide planten, im Juni 1968 zu heiraten. Mit der Fortsetzung wurde somit Doinel auch bei Claude Jade Truffauts Stellvertreter. Der Doinel-Zyklus ist aber auch exemplarisch für das Gesamtschaffen Truffauts, der immer wieder autobiographische Bezüge in all seinen Filmen herstellt.
Der Zyklus, der sich über 20 Jahre erstreckt, ist einmalig in der Geschichte des Films.

## Filme
- Sie küssten und sie schlugen ihn (1959)  mit Jean-Pierre Léaud

In Sie küssten und sie schlugen ihn schildert Truffaut 1959 die Kindheit des in ignoranter Umgebung aufwachsenden Jungen Antoine Doinel. Truffauts erster Spielfilm gewinnt den Regiepreis und den OCIC Award bei den Internationalen Filmfestspielen von Cannes 1959.
- Antoine und Colette (1962) Kurzfilm mit Jean-Pierre Léaud, Marie-France Pisier

1962 folgt eine 20-minütige Episode mit Doinel im Episodenfilm Liebe mit zwanzig im Sketch Antoine und Colette. Antoine verliebt sich, doch das Mädchen interessiert sich nicht für ihn.
- Geraubte Küsse (1968) mit Jean-Pierre Léaud, Claude Jade

1968 folgt Geraubte Küsse. Für die weibliche Hauptrolle der Violinistin Christine Darbon entdeckte Truffaut am Theater die 19-jährige Claude Jade, die von nun an ihren festen Platz in dieser Filmreihe hatte. Am Ende der preisgekrönten Komödie gibt es Antoines Heiratsversprechen an Christine. Geraubte Küsse erhält zahlreiche internationale Preise und ist für den Oscar nominiert.
- Tisch und Bett (1970) mit Jean-Pierre Léaud, Claude Jade

1970 schildert Truffaut in Tisch und Bett den Ehealltag seiner Helden Antoine und Christine und Antoines Affäre mit einer jungen Japanerin (Hiroko Berghauer). Am Ende kehrt er zu Christine zurück. Der bravourös gespielte, liebenswürdige und unterhaltsame Liebesfilm ist gespickt mit charakterisierenden Bild- und Dialogpointen, geprägt von menschlich warmem Humor und souveräner Leichtigkeit.
- Liebe auf der Flucht (1978) mit Jean-Pierre Léaud, Claude Jade, Marie-France Pisier

Nach achtjähriger Pause beendet Truffaut 1978 – wiederum mit Jean-Pierre Léaud und Claude Jade in den Hauptrollen – den Antoine-Doinel-Zyklus mit Liebe auf der Flucht, für den er auf zahlreiche „Rückblenden“ zurückgreifen kann und diese unter neuem (ironischem) Kontext verwendet.

## Autobiografie
Autobiografisch wirkte sich vor allem die Beziehung des Regisseurs zu seiner Hauptdarstellerin aus. Während der Arbeit zu Geraubte Küsse verliebte sich Truffaut in Claude Jade, nahm jedoch wenige Tage vor der Hochzeit Abstand von seiner Absicht. Als Trauzeugen standen damals Produzent Marcel Berbert und Schauspieler Jean-Claude Brialy zur Verfügung. Persönliche Bezüge zwischen Truffaut und Claude Jade – inklusive beider Erlebnisse während der Unruhen im Mai 1968 – finden sich nach Baisers volés auch in Domicile conjugal und L’amour en fuite wieder. So auch Antoines Kosename für Christine „Peggy sage“, den Truffaut für Claude Jade verwandte.

## Hauptdarsteller
Auch wenn die beiden Stars des Doinel-Zyklus mit anderen Regiegrößen arbeiteten (Jean-Pierre Léaud u. a. mit Godard und Bertolucci; Claude Jade u. a. mit Hitchcock und Jutkewitsch), so blieb doch beider Karriere untrennbar mit der Doinel-Reihe verbunden.

## Fortsetzungen
In den 80er Jahren plante Daniel Cohn-Bendit, der an der Seite von Truffaut, Jade und Léaud im Februar 1968 für die Cinémathèque française demonstriert hatte, eine Fortsetzung des Zyklus. Er kontaktierte sogar Claude Jade, doch das Projekt zerschlug sich.
Eine weitere Art Fortsetzung des Antoine-Doinel-Zyklus erdachte sich die Autorin Elisabeth Butterfly mit ihrem Buch Le Journal d’Alphonse. Ausgangspunkt ihrer Fiktion ist der behauptete Fund von Probeaufnahmen und von Notizen Truffauts aus dem Jahr 1983 zu einem weiteren Doinel-Film, in dessen Zentrum Antoines Sohn, Alphonse, stehen sollte. In einer Hörspiel-Adaption des Buches sprachen Stanislas Merhar, als Alphonse Doinel, und Claude Jade, als dessen Mutter Christine, die Hauptrollen.

## Theateradaption
Der belgische Autor Antoine Laubin brachte 2019 das Stück „Le roman d'Antoine Doinel“ heraus. Er verband, mit der Trennung von Antoine und Christine im letzten Film des Zyklus als Rahmenhandlung beginnend, alle Filme zu einem Stück. Die Hauptrollen spielten Adrien Drumel als Antoine alias Léaud und Sarah Lefèvre als Christine alias Claude Jade, in weiteren Rollen u. a. Caroline Berliner (Colette) und Adeline Vesse (Sabine). „Antoine Laubin entwirft seinerseits ein rhythmisches, spielerisches Kaleidoskop, das der Grammatik der Filme und dem Geist ihres Regisseurs treu bleibt, mit Verschiebungen und Brüchen in einem Dispositiv, das dem unaufhörlichen Lauf der Figuren dient.“ (Sceneweb) Das Stück wurde am De Facto in Brüssel 2019 uraufgeführt.